# Sleep Dirt
Sleep Dirt ist ein instrumentales Fusion-Album von Frank Zappa, das 1979 auf Vinyl erschien. Das Album wurde 1991 auf CD neu herausgegeben, dabei hatte Zappa drei Stücke (Flambay, Spider of Destiny und Time Is Money) mit Gesangparts ergänzt, die Thana Harris eingesungen hatte. Die Texte waren bereits ursprünglich vorgesehen, aber zunächst nicht realisiert worden und gehören zu dem bereits 1972 konzipierten und unvollendet gebliebenen Musical Hunchentoot.
Zappa befand sich mit seiner Plattenfirma Warner Brothers im Rechtsstreit, während das Album herausgegeben wurde. Zappa konnte deswegen keinen Einfluss auf die Form der Veröffentlichung nehmen. Er war mit dem von Warner Brothers gewählten Albumtitel und dem Cover, das Gary Panter gestaltet hatte, nicht einverstanden. Ursprünglich hätte das Album Hot Rats III heißen sollen, ein Bezug auf sein erstes Fusion-Album Hot Rats und dessen späteres Nachfolgealbum Waka/Jawaka, das auch als Hot Rats II bezeichnet wurde.

## Titelliste
1. Filthy Habits 7:33
2. Flambay 4:54
3. Spider of Destiny 2:33
4. Regyptian Strut 4:13
5. Time Is Money 2:49
6. Sleep Dirt 3:21
7. The Ocean Is the Ultimate Solution 13:17

## Rezeption
Sleep Dirt erreichte in den Billboard Charts Platz 175. Kelly Fisher Lowe wertet es als „eine weitere interessante und übersehene Platte in Zappas Katalog“.